# Renaldo & Clara
Renaldo & Clara je glasbena skupina iz katalonskega mesta Lleida, ki jo vodi skladateljica in pevka Clara Viñals.
Skupina se imenuje po filmu Renaldo and Clara iz leta 1978, ki ga je režiral in v katerem igra Bob Dylan. Glasbena pot skupine se je začela v letu 2009, ko je izšel EP z naslovom Renaldo & Clara, kjer je občuten vpliv najbolj minimalističnega popa, britanskega folka iz sedemdesetih let ter t.i. Donosti Sounda. Leta 2012 so izdali drugi EP z naslovom Lilà pri madridski založbi Elefant Records.
Leta 2014 je skupina izdala svoj prvi LP z naslovom Fruits del teu bosc (slovensko Sadež iz tvojega gozda), leta 2017 pa drugi LP z naslovom Els afores (slovensko Obrobje), ki je bil finalist za najboljši neodvisni glasbeni album leta za nagrado MIN Awards.
Leta 2020 je izšla plošča L'Amor fa calor (slovensko Ljubezen je vroča). 

## Člani skupine
- Clara Viñals (vokal in kitara)
- Víctor Ayuso (bas, kitara in programiranje)
- Hugo Alarcón (klaviature, kitara in glas)
- Genís Bagés (bobni)

## Diskografija
- Renaldo & Clara (EP, Quadrant Records, 2009)
- Lilà (EP, Elephant Records, 2012)
- Fruits del teu bosc (LP, Bankrobber, 2014)
- Xavier Baró in Renaldo & Clara (EP, Bankrobber, 2016)
- Obrobje (LP, Bankrobber, 2017)[2]
- L'amor fa calor (LP, Primavera Labels, 2020)